# 切尔维奥内
切尔维奥内（法語：Cervione，法語發音：[tʃɛʁvjɔne]）是法国上科西嘉省的一个市镇，属于科尔泰区。

## 地理
切尔维奥内（42°19'54"N, 9°29'30"E）面积11.45 平方千米，位于法国上科西嘉省，该省份位于科西嘉北部，后者为地中海西部的一座岛屿，也是法国的一个单一领土集体，位于法国大陆部分的东南面，意大利半島的西面，最临近的地块是撒丁岛。
与切尔维奥内接壤的市镇（或旧市镇、城区）包括：。

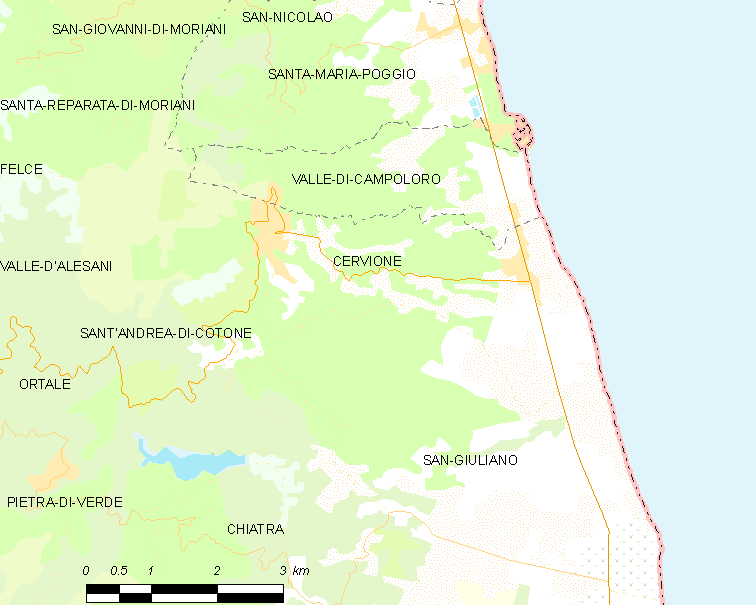
切尔维奥内的OSM定位图

切尔维奥内的时区为UTC+01:00、UTC+02:00（夏令时）。

## 行政
切尔维奥内的邮政编码为20221，INSEE市镇编码为2B087。

## 政治
切尔维奥内所属的省级选区为卡斯塔尼恰县。

## 人口

1962-2008年间切尔维奥内人口变化图示

切尔维奥内于2022年1月1日时的人口数量为2161人。